# Chuyến bay 450 của Inex-Adria Aviopromet
Chuyến bay 450 của Inex-Adria Aviopromet là chuyến bay quốc tế từ Tivat ở Cộng hòa Liên bang Xã hội chủ nghĩa Nam Tư đến Prague, Tiệp Khắc đã bị rơi ở vùng ngoại ô Prague của Thatdol vào ngày 30 tháng 10 năm 1975. Chiếc McDonnell Douglas DC-9-32 chở 115 hành khách và 5 phi hành đoàn đã rơi trong một hẻm núi trong khi tiếp cận hạ cánh tại sân bay Prague Ruzyně và không thể vượt qua. Vụ tai nạn đã giết chết 75 trong số 120 người. Vụ tai nạn là thảm họa hàng không tồi tệ nhất trên đất Cộng hòa Séc.
Chiếc DC-9 được vận hành bởi Inex-Adria Aviopromet trên chuyến bay buổi sáng từ Tivat đến Prague và đang tiếp cận hạ cánh tại Đường băng 24 của sân bay Ruzyně trong điều kiện sương mù với tầm nhìn ngang 1.500 mét (4.900 ft). Các hệ thống hạ cánh cụ cho đường băng đã báo cáo không có sẵn để hướng dẫn máy bay trên của nó cách tiếp cận chính thức. Phi hành đoàn vô tình hạ máy bay xuống một hẻm núi bị cắt bởi Vltava bên dưới độ cao của sân bay sau khi rẽ phải về phía sân bay. Họ đã cho các động cơ chạy đến công suất tối đa và cố gắng đưa máy bay ra khỏi hẻm núi, nhưng nó đâm vào cây cối và một tòa nhà và bị rơi 300 feet (91 m) dưới độ cao của sân bay lúc 9:20 sáng. Trong số 115 hành khách và 5 phi hành đoàn trên chiếc DC-9, 71 hành khách và 4 phi hành đoàn đã thiệt mạng.

## Máy bay

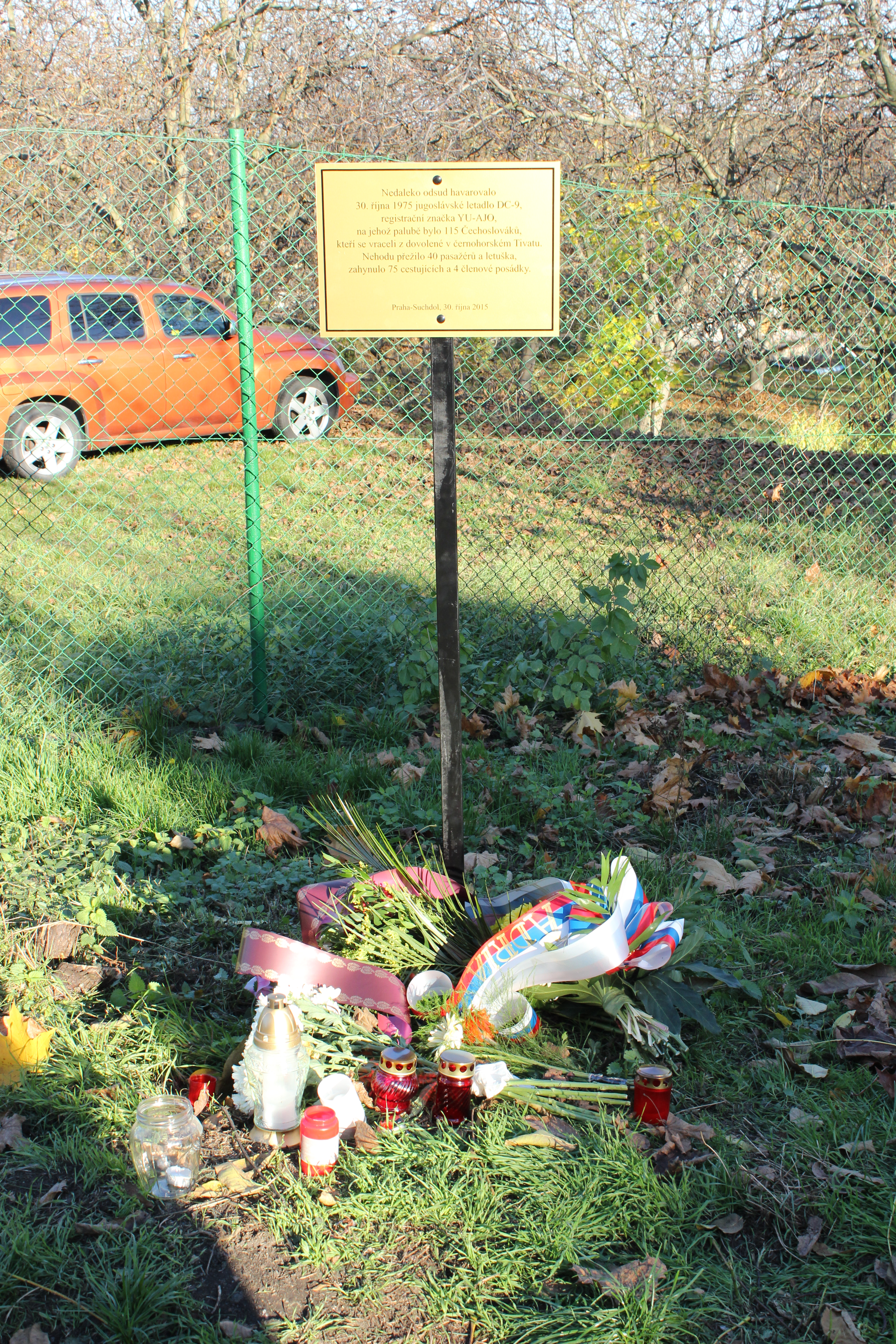
Tưởng niệm nạn nhân (ảnh chụp ngày 31 tháng 10 năm 2015)

Chiếc Douglas DC-9-32, đăng ký YU-AJO và được sản xuất vào năm 1971.